# Línea 204 (EMT Madrid)
La línea 204 de la empresa municipal de autobuses de Madrid unía Avenida de América con la Terminal 4 del Aeropuerto de Barajas. Circuló entre 2006 y 2010, cuando fue integrada en la línea 200.

## Características
Esta línea fue puesta en funcionamiento el 5 de febrero de 2006, un día después de la apertura al público de la Terminal 4. Junto a ella se creó la línea 201, que unía la T4 con la estación de Barajas, cabecera por el momento de la línea 8 de metro.
Tenía carácter exprés, haciendo solo dos paradas antes de llegar al aeropuerto. Ahí, daba servicio al aparcamiento de empleados antes de establecer su cabecera en la terminal de pasajeros. Su recorrido era muy similar al de la línea 200, que unía Avenida de América con las terminales 1, 2 y 3.
El 5 de noviembre de 2010 la línea fue integrada en la 200, que pasaba a servir a todas las terminales pero sin pasar por el aparcamiento. Ese mismo día entró en servicio la línea Exprés Aeropuerto, que conecta Atocha con todas las terminales.

### Frecuencias
| Horas de salida desde Avenida de América |          |                      |                   |                      |                   |                |                   |                   |                   |                   |                   |                   |                   |                   |                   |                   |                   |                   |          |
| Lunes a viernes laborables               |          |                      |                   |                      |                   |                |                   |                   |                   |                   |                   |                   |                   |                   |                   |                   |                   |                   |          |
| Hora                                     | 05       | 06                   | 07                | 08                   | 09                | 10             | 11                | 12                | 13                | 14                | 15                | 16                | 17                | 18                | 19                | 20                | 21                | 22                | 23       |
| Minutos de paso                          | 00 20 40 | 00 12 21 30 39 47 56 | 04 13 22 31 40 50 | 00 10 20 29 38 47 56 | 05 16 27 37 48 59 | 10 20 30 40 50 | 00 10 20 30 40 50 | 00 10 20 30 40 50 | 00 10 20 30 40 50 | 00 10 20 30 40 50 | 00 10 20 30 40 50 | 00 10 20 30 40 50 | 00 10 20 30 40 50 | 00 10 20 30 40 50 | 00 10 20 30 40 50 | 00 10 20 30 40 50 | 00 10 20 30 40 50 | 00 10 21 32 46    | 00 15 30 |
| Sábados, domingos y festivos             |          |                      |                   |                      |                   |                |                   |                   |                   |                   |                   |                   |                   |                   |                   |                   |                   |                   |          |
| Hora                                     | 05       | 06                   | 07                | 08                   | 09                | 10             | 11                | 12                | 13                | 14                | 15                | 16                | 17                | 18                | 19                | 20                | 21                | 22                | 23       |
| Minutos de paso                          | 00 20 40 | 00 15 25 35 45 56    | Cada 10-11 min    | Cada 10-11 min       | Cada 10-11 min    | Cada 10-11 min | Cada 10-11 min    | Cada 10-11 min    | Cada 10-11 min    | Cada 10-11 min    | Cada 10-11 min    | Cada 10-11 min    | Cada 10-11 min    | Cada 10-11 min    | Cada 10-11 min    | Cada 10-11 min    | Cada 10-11 min    | Cada 10-11 min    | 00 15 30 |
| Horas de salida desde Aeropuerto T4      |          |                      |                   |                      |                   |                |                   |                   |                   |                   |                   |                   |                   |                   |                   |                   |                   |                   |          |
| Lunes a viernes laborables               |          |                      |                   |                      |                   |                |                   |                   |                   |                   |                   |                   |                   |                   |                   |                   |                   |                   |          |
| Hora                                     | 05       | 06                   | 07                | 08                   | 09                | 10             | 11                | 12                | 13                | 14                | 15                | 16                | 17                | 18                | 19                | 20                | 21                | 22                | 23       |
| Minutos de paso                          | 28 50    | 00 10 20 30 40 50 59 | 08 17 26 34 43 52 | 01 10 20 30 40 50 59 | 08 17 26 35 46 57 | 07 18 29 40 50 | 00 10 20 30 40 50 | 00 10 20 30 40 50 | 00 10 20 30 40 50 | 00 10 20 30 40 50 | 00 10 20 30 40 50 | 00 10 20 30 40 50 | 00 10 20 30 40 50 | 00 10 20 30 40 50 | 00 10 20 30 40 50 | 00 10 20 30 40 50 | 00 10 20 30 40 50 | 00 10 20 30 41 52 | 04 17 30 |
| Sábados, domingos y festivos             |          |                      |                   |                      |                   |                |                   |                   |                   |                   |                   |                   |                   |                   |                   |                   |                   |                   |          |
| Hora                                     | 05       | 06                   | 07                | 08                   | 09                | 10             | 11                | 12                | 13                | 14                | 15                | 16                | 17                | 18                | 19                | 20                | 21                | 22                | 23       |
| Minutos de paso                          | 28 50    | 05 18 29 40 51       | Cada 10-11 min    | Cada 10-11 min       | Cada 10-11 min    | Cada 10-11 min | Cada 10-11 min    | Cada 10-11 min    | Cada 10-11 min    | Cada 10-11 min    | Cada 10-11 min    | Cada 10-11 min    | Cada 10-11 min    | Cada 10-11 min    | Cada 10-11 min    | Cada 10-11 min    | Cada 10-11 min    | Cada 10-11 min    | 03 15 30 |